# Сосновка (Атюр'євський район)
Сосно́вка (рос. Сосновка, ерз. Сосновка) — село (у минулому присілок) у складі Атюр'євського району Мордовії, Росія. Входить до складу Мордовсько-Козловського сільського поселення.
Населення — 70 осіб (2010; 80 у 2002).
Національний склад станом на 2002 рік:
- мордва — 99 %